# Robert
För andra betydelser, se Robert (olika betydelser).
Robert är ett mansnamn med forntyskt ursprung; Hrodebert som är sammansatt av orden hrode, 'ära' och bert som betyder 'ljus', 'strålande'. Äldsta belägg i Sverige är från år 1219.
Vilhelm Erövrarens far, en normandisk hertig vid namn Robert, anses ha fört namnet till England. Bobby är en vanlig förkortning för namnet. I Frankrike och Skottland har flera kungar burit namnet. I Sverige spreds namnet via invandrare från Skottland på 1600-talet. Namnet kom in i almanackan på 1700-talet för att hedra Robert Sankt Michel (Robert av Molesme) som grundade cisterciensorden i England på 1100-talet.
Namnet var något av ett modenamn på 1970-talet, men har sedan avtagit i popularitet. Den 31 december 2012 fanns det totalt 55  881 personer i Sverige med förnamnet Robert, varav 27 161 med det som förstanamn/tilltalsnamn . År 2003 fick 358 pojkar namnet, varav 30 fick det som tilltalsnamn. Robert förekommer även som efternamn, främst i franskspråkiga länder.
Namnsdag i Sverige: 7 juni. I den finlandssvenska namnsdagslängden har Robert namnsdag 7 juni sedan starten 1929, då en egen namnsdagskalender togs i bruk för finlandssvenskar.

## Personer med förnamnet Robert

### Kungliga personer
- Robert I av Flandern
- Robert I av Frankrike
- Robert I av Skottland
- Robert II av Skottland

### Övriga personer
- Robertus, biskop i Västerås 1219–1225, se Lista över biskopar i Västerås stift
- Robert, greve av Clermont, fransk adelsman, 1256–1317
- Robert Aschberg, svensk journalist och tv-producent och programledare
- Robert Altman, amerikansk filmregissör, producent och manusförfattare
- Robert "Robinson-Robban" Andersson, svensk dokusåpadeltagare
- Robert Andersson, svensk handbollsspelare
- Robert Baden-Powell, brittisk militär, författare och grundare av scoutrörelsen
- Robert von Bahr, svensk skivproducent
- Robert "Bob" Beamon, amerikansk friidrottare
- Robert Biedroń, polsk politiker
- Robert Bosch, tysk ingenjör
- Robert "Robban" Broberg, svensk sångare, artist, kompositör, musiker och konstnär
- Robert Bulwer-Lytton, brittisk diplomat och författare
- Robert Burns, skotsk nationalpoet
- Robert Capa, amerikansk fotograf av ungerskt ursprung
- Robert Cecil, 1:e viscount Cecil av Chelwood, brittisk advokat, parlamentsledamot, minister, mottagare av Nobels fredspris 1937
- Robert Conquest, brittisk historiker och författare
- Robert De la Gardie, landshövding
- Robert De la Gardie (talman)
- Robert De Niro, amerikansk skådespelare
- Robert Douglas,  skotsk adelsman och militär i svensk tjänst. Stamfar till den svenska grevliga ätten Douglas
- Robert Downey, Jr., amerikansk skådespelare
- Robert Edwards, brittisk fysiolog, nobelpristagare
- Robert F. Engle, amerikansk ekonom och mottagare av Sveriges Riksbanks pris i ekonomisk vetenskap till Alfred Nobels minne
- Robert von Essen, finländsk pianist, kompositör och arrangör.
- Robert Frost, amerikansk poet
- Robert F. Furchgott, amerikansk biokemist och mottagare av Nobelpriset i fysiologi eller medicin
- Robert Gascoyne-Cecil, 3:e markis av Salisbury, brittisk politiker, premiärminister
- Robert von Greim, tysk flygmilitär, generalfältmarskalk
- Robert Guiscard, normandisk äventyrare
- Robert Gustafsson, svensk skådespelare och komiker
- Robert Harting, tysk friidrottare
- Robert  Lee Hayes (Bob Hayes), amerikansk friidrottare
- Robert A. Heinlein, amerikansk science fiction-författare
- Robert Hooke, engelsk naturforskare och uppfinnare
- H. Robert Horvitz, amerikansk biolog och mottagare Nobelpriset i fysiologi eller medicin
- Robert Jenkinson, 2:e earl av Liverpool, brittisk premiärminister
- Robert Kajanus, finländsk tonsättare och dirigent
- Robert Kaliňák, slovakisk politiker
- Robert Karlsson i Gasabäck, svensk arbetare, lantbrukare och riksdagsledamot
- Robert Karlsson (golfspelare)
- Robert Kennedy, amerikansk demokratisk politiker
- Robert Koch, tysk läkare och bakteriolog samt mottagare av Nobelpriset i fysiologi eller medicin
- Robert Konno, finländsk musiker och sångare
- Robert Korzeniowski, polsk gångare
- Robert Fredrik von Kræmer, landshövding
- Robert Kronberg, svensk häcklöpare
- Robert B Laughlin, amerikansk fysiker och mottagare av Nobelpriset i fysik
- Robert E. Lee, amerikansk militär. Under det amerikanska inbördeskriget general i sydstaternas armé och konfederationens överbefälhavare från 1865
- Robert Lefkowitz, amerikansk kemist, nobelpristagare
- Robert Ley, tysk nazistisk politiker
- Robert Lindstedt, tennisspelare
- Robert Loggia, amerikansk skådespelare
- Robert Ludlum, amerikansk författare av spionromaner
- Robert "Bob" Nesta Marley, jamaicansk musiker
- Robert McNamara, amerikansk affärsman och politiker
- Robert Miles, schweizisk musiker
- Robert A. Millikan, amerikansk fysiker och mottagare av Nobelpriset i fysik
- Robert Moog, amerikansk skapare av den klassiska analoga synthesizern, Moog modular system och senare Minimoogen
- Robert Morris (författare), engelsk författare inom arkitektur
- Robert Morris (politiker), engelsk-amerikansk politiker och handelsman
- Robert Morris (konstnär), amerikansk konstnär, skulptör och skribent
- Robert Motherwell, amerikansk målare och konstteoretiker
- Robert Mueller, amerikansk jurist och ämbetsman
- Robert Musil, österrikisk författare
- Robert Noack, svensk skådespelare
- Robert Nobel, svensk företagsledare
- Robert Nordmark, svensk ishockeyspelare
- Robert Norrby, ortnamnsforskare, viskompositör
- Robert Olsson (friidrottare)
- Robert Oppenheimer, amerikansk teoretisk fysiker, ”atombombens fader”
- Robert Palmer, brittisk sångare
- Robert Pattinson, brittisk skådespelare
- Robert Peel (1788-1850), brittisk politiker, premiärminister
- Robert Prytz, svensk fotbollsspelare
- Robert Rauschenberg, amerikansk målare och konstnär
- Robert Redford, amerikansk skådespelare
- Robert Ryberg, svensk skådespelare och teaterdirektör
- Robert Schuman, fransk politiker
- Robert Schumann, tysk romantisk tonsättare
- Robert Selfelt, ryttare, OS-brons i fälttävlan 1948
- Robert Shiller, amerikansk nationalekonom, mottagare av Sveriges Riksbanks pris i ekonomisk vetenskap till Alfred Nobels minne
- Robert Silverberg, författare inom science fiction och fantasy
- Robert Sjavlakadze, sovjetisk (georgisk) höjdhoppare, OS-guld 1960
- Robert Holbrook Smith, amerikansk läkare och en av grundarna av Anonyma Alkoholister (AA)
- Robert Louis Stevenson, brittisk romanförfattare
- Robert Stolz, österrikisk tonsättare
- Robert Sund, svensk körledare
- Robert Taylor, amerikansk skådespelare
- Robert Themptander, svensk statsminister och landshövding
- Robert Towne, amerikansk manusförfattare
- Robert Venturi, amerikansk arkitekt
- Robert Weil, svensk affärsman
- Robert Wells, svensk pianist
- Robert Wight, skotsk botanist
- Robert Wise, amerikansk filmregissör och producent
- Robert Allen Zimmerman, artistnamn Bob Dylan, amerikansk musiker och låtskrivare
- Robert Zmelik, tjeckisk friidrottare

## Fiktiva personer med förnamnet Robert
- Robert Greslou, titelfigur i Paul Bourgets roman Lärjungen 1889
- Karl-Oskars bror i Vilhelm Mobergs Utvandrarsvit.
- Robert Langdon. Fiktiv karaktär i Dan Browns böcker.

## Personer med efternamnet Robert
- Hubert Robert (1733-1808), fransk målare
- Louis Léopold Robert (1794-1835), schweizisk målare
- Rigmor Robert, svensk läkare, psykoterapeut och författare